# Jason Zumwalt
Jason Michael Zumwalt (ur. 18 września 1975 roku w Kingman w Arizonie) – amerykański aktor i scenarzysta. Występował w roli głosowej Romana Bellica w grze Grand Theft Auto IV i w obu dodatkach do tej gry.

## Kariera
Zumwalt rozpoczął karierę aktorską w 2004 roku, grając rolę w filmie krótkometrażowym 16w. Od tego momentu grał w kilku niskobudżetowych produkcjach, aż do 2008 roku.
W 2008 roku Zumwalt został zatrudniony przez Rockstar Games do podłożenia głosu pod Romana Bellica – kuzyna głównego bohatera gry Grand Theft Auto IV, Niko Bellica. Po wydaniu gry postać dubbingowana przez Zumwalta została pozytywnie odebrana przez krytyków ze względu na jego akcent, a także zabawne kwestie. Jak dotąd rola głosowa w GTA IV jest najbardziej znaną rolą Zumwalta.
W 2014 roku Zumwalt, wspólnie z Aaronem Kaufmanem, napisał scenariusz do filmu Urge. Rok później, wraz z Bobem Castrone'em i Brianem Levinem napisał scenariusz do filmu Flock of Dudes.
Ma 188 cm wzrostu.